# Disa virginalis
Espèce
Statut CITES
Disa virginalis est une espèce de la famille des Orchidaceae. On le trouve dans le sud-ouest de la province du Cap, en Afrique du Sud,

## Description
C’est un lithophyte tubéreux qui pousse principalement dans le biome subtropical.

## Systématique
Le nom correct complet (avec auteur) de ce taxon est Disa virginalis H.P.Linder.